# Hochgrubachspitzen
Die Hochgrubachspitzen sind ein Berg im Kaisergebirge in Tirol und gehören zum Gebirgsteil des Ostkaisers. Sie sind zweigipflig und bestehen aus der Westlichen Hochgrubachspitze (2277 m ü. A.) und der höheren Östlichen Hochgrubachspitze (2284 m ü. A.). Der Berg gehört zur Gemeinde Kirchdorf in Tirol.

## Lage
Die Hochgrubachspitzen steigen unmittelbar westlich der Ackerlspitze südlich des Kleinen Griesener Tores auf und liegen damit im östlichen Teil des Kaisergebirges. Westlich daneben befinden sich der Regalmturm und die Regalmspitze.
Nach Süden hin fällt der Berg ins Sölllandl ab. Nach Norden fallen hohe steile Felsabstürze ins Griesener Kar ab, die Südseite weist hohe Felswände auf.

## Routen
Die Besteigung der Hochgrubachspitzen ist anspruchsvoll und erfordert einen langen Aufstieg, der gute Kondition, Orientierungssinn, Schwindelfreiheit, Trittsicherheit und Klettergeschick voraussetzt.
Die Westliche Hochgrubachspitze kann über eine schwere, teils sehr ausgesetzte markierte (die Markierungen sind teils sehr stark verblasst, Stand: 2015) Route erreicht werden, die am Wilden-Kaiser-Steig westlich des Ackerlsporns beginnt (Steinmann) und zunächst ein Geröllfeld westlich aufsteigend traversiert, ehe es über steile Grasschrofen ausgesetzt in eine Schlucht aufwärts geht, die sodann gequert und ostseitig an einer kleinen "Höhle" vorbei verlassen wird. Der weitere Aufstieg führt über steile Grasschrofen und eine kurze Felsrinne (die auch östlich umgangen werden kann), teils auch auf Pfadspuren östlich am Schönwetterfensterl vorbei, wo der felsige Gipfelgrat (I-II) erreicht wird, über den das Gipfelkreuz (mit Buch) erreicht wird. Zeitbedarf rund 3 Stunden.
Die Östliche Hochgrubachspitze ist noch anspruchsvoller und sowohl von Westen als auch von Osten erreichbar:
- Von Westen: Man steigt zunächst auf die Westliche Hochgrubachspitze über den Normalweg, biegt jedoch kurz vor dem Gipfel dem Grat Richtung Ackerlspitze folgend links ab und steigt hinab in die Scharte zwischen den beiden Hochgrubachspitzen (Teils Grasschrofen, teils Fels) und steigt von dort zum Gipfel der Östlichen Hochgrubachspitze auf, wobei ein Steilabbruch nordseitig umgangen wird (gesamter Übergang II, teils sehr luftig). Zeitbedarf ca. 30 Minuten ab Gipfel der Westlichen Hochgrubachspitze.
- Von Osten: Man besteigt von Süden kommend zunächst die Ackerlspitze und steigt von dort zirka 70 Höhenmeter den Nordsteig Richtung Kleines Griesener Tor ab (oder man steigt von Norden aus dem Kaiserbachtal Richtung Ackerlspitze auf markiertem schwerem Bergsteig auf), ehe man westlich direkt zum Grat aufsteigt, über den man dann teils südseitig umgehend den Gipfel erreicht (ohne Gipfelkreuz); diese Variante ist ebenfalls ausgesetzt, auch sie verlangt ungesicherte Kletterei im II. Schwierigkeitsgrad nach UIAA-Skala. Zeitbedarf ca. 45 Minuten ab Gipfel der Ackerlspitze.

Im Winter kann die Westliche Hochgrubachspitze über das Große Griesener Tor und das Schönwetterfensterl vom Kaiserbachtal aus bestiegen werden (sehr anspruchsvoll).
Eine beliebte Kletterroute im III. Grad führt über einen vom Normalweg aus abzweigenden Zustieg und über den Südwestgrat auf den Gipfel der Westlichen Hochgrubachspitze. Eine bekannte Kletterroute an der Östlichen Hochgrubachspitze ist die Südkante (Rigelekante, V).